# Penre
Penre war ein hoher altägyptischer Beamter der 18. Dynastie, der unter der regierenden Königin Hatschepsut Vizekönig von Kusch war.
Penre ist vor allem aus seinem thebanischen Grab bekannt, das erst 2002 entdeckt wurde. Vor dieser Entdeckung war es unsicher, wer genau unter der Königin das Amt des Vizekönigs von Kusch innehatte. Penre trug die Titel (erster) Königssohn und Vorsteher der südlichen Fremdländer, bei denen es sich um die typischen Titel des Vizekönigs handelte. Er muss nach dem Jahr 2 von Hatschepsut sein Amt angetreten haben, da Seni noch in diesem Jahr im Amt belegt ist. Sein Nachfolger war Inebni/Amenemnechu, der im 18. Regierungsjahr der Herrscherin bezeugt ist. Penres Grab war ein einfacher Schacht, in dem sich Reste seines Sarges, Kanopengefäße, Reste einer Mumienmaske und andere Reste von Grabbeigaben fanden.